# Kezia
Kezia, ou Keziah ou Ketsia,  en hébreu קְצִיעָה (Ketziah), est la deuxième des trois filles de Job, entre l'aînée Jemima et la benjamine Kéren-Happuc, dans la Bible, dans le Tanakh et l'Ancien Testament. 

William Blake, Job et ses filles, tempera, 1805.

Le mot hébreu קְצִיעָה désigne la cannelle ; il apparaît dans le Psaume 45 (44). La Septante traduit le nom par Κασία (Kasia) en grec, la Vulgate par le latin cassia qui désigne le cannelier.
Au début du Livre de Job, Job a sept fils et trois filles, qui ne sont pas nommés ; ils meurent au cours des épreuves de Job, lorsque la maison de son fils premier-né, dans laquelle ils sont assis et mangent ensemble, s'effondre sur eux. À la fin du livre, Dieu restaure la fortune de Job qui a de nouveau sept fils et trois filles ; ces dernières sont les seules à être nommées. Le texte biblique indique leur beauté : « Dans tout le pays, on ne trouvait pas d'aussi belles femmes que les filles de Job » et le fait qu'elles sont admises à l'héritage de Job, à égalité avec leurs frères, ce qui est en contradiction avec les coutumes légales de l'ancien Israël.